# 国際人権連盟
国際人権連盟（こくさいじんけんれんめい、Fédération internationale des ligues des droits de l'homme, FIDH）は、非政府の人権団体の連合体である。1922年に設立されたFIDHは、世界の国際的な人権組織の中では最古であり、今日では100カ国以上で178の加盟組織を有する。
FIDHは不偏不党で、どの宗派にも属さず、いかなる政府からも独立している。中心となる任務は、世界人権宣言 、国際人権規約及び経済的・社会的・文化的権利に関する国際規約に定めるすべての権利の尊重を促進することである。
FIDHはそのメンバーの活動と協力、及びサポートをし、政府間の組織との連絡窓口となる。

## 概要
FIDHは1922年に10の国の組織を団結して設立された。現在では約100の国における178の人権団体の連合体となっている。その中には、フランス人権連盟と人権と環境保護のためのパレスチナ協会(en)がある。FIDHは地方・地域・国際レベルで、その加盟団体の活動を調整し、サポートする。その加盟団体と同様に、FIDHは特定の政党または宗教団体とは独立している。FIDHは国際連合、ユネスコ、欧州評議会においては諮問機関の地位を持ち、アフリカ人権委員会、フランコフォニー国際機関、国際労働機関においてはオブザーバーの地位を持っている。またFIDHは欧州連合、欧州安全保障協力機構、米州機構 、国際連合開発計画、世界貿易機関、国際通貨基金、世界銀行、経済協力開発機構とも定期的にコンタクトを取っている。
FIDHの任務は"世界人権宣言で定義されている権利すべての尊重に貢献すること"である。そのために"被害者保護の効果改善、人権侵害の防止とその加害者の処罰"をすることを目指している。その優先項目は、国際会議と国際理事会（22メンバー）が国際事務局（30スタッフのメンバー）の支援を得て決定される。